# مستورقات
المستورقات (الاسم العلمي: Planariidae) هي فصيلة من الديدان المسطحة تتبع رتبة ثلاثيات الفروع من طائفة حاملات الربيدات. وحرة المعيشة في البيئات المائية والتربة الرطبة. وسبب معيشتها في هذه الأماكن لأنها تحتاج للماء بشكل كبير لعملية الغذاء.

## خصائصها التركيبية والوظيفية
لها عينان تكونان في بداية العقد العصبية، وتحتوي على الجهاز الهضمي، والمعي فيها يكون متشعب وذلك بسبب تبادل المواد عن طريق الانتشار البسيط وحتى تزيد من مساحة السطح. ويتكون جهازه العصبي من عقدتين عصبيتين تتصلان بحبلين عصبيين طويلين تمتد بينهما وصلات عصبية مستعرضة. تطرح المستورقات فضلاتها الآزوتية عبر جهازها الإخراجي المكون من وحدات أساسية تعرف بالخلايا الهبية، تتصل الخلايا الهبية مع بعضها بقنوات إخراجية دقيقة وتصب محتوياتها من الفضلات إلى الخارج عن طريق الثقوب الإخراجية.

## الأجناس
- المستورقة